# Ramsteini légi katasztrófa
A ramsteini légi katasztrófa 1988-ban történt a németországi Kaiserslautern melletti Ramstein légi támaszponton egy légi bemutató közben. Az eset során az Olasz Légierő műrepülő csapatának három repülőgépe ütközött össze, és a körülbelül 300 000-es tömegbe zuhant. Hetven halálos áldozattal (67 néző és három pilóta) járt a baleset, 346 látogató súlyos (többnyire égési) sérüléseket szenvedett a robbanás és az azt követő tűz következtében, további több száz ember pedig kisebb sérülések miatt szorult orvosi ellátásra. Akkoriban ez volt a történelem leghalálosabb légibemutató-balesete (2002-ben a szknilivoki légi bemutató katasztrófája ennél is súlyosabb következményekkel járt). Ez a harmadik legtöbb halálos áldozattal járó németországi repülőbaleset az 1972-es Königs Wusterhausen-i és a 2002-es überlingeni légi baleset után.

## A baleset
Az olasz légierő bemutató csapatának, a Frecce Tricolorinak tíz Aermacchi MB–339 PAN repülőgépe „átszúrt szívvé” (olaszul: Cardioide, németül: Durchstoßenes Herz) formálódott. Ebben a formációban két repülőgépcsoport füstcsíkkal szív alakot rajzol fel a közönség előtt a kifutópálya mentén. A szív alsó csúcsának befejezésekor a két csoport párhuzamosan halad a kifutópályával. A szívet ezután egy magányos, a közönség fele haladó repülőgép „átszúrja”.
A bemutató rendben elkezdődött, az ütközés akkor következett be, amikor a két „szívet képző” csoport elhaladt egymás mellett, és a szívet átszúró repülőgép beléjük repült. A „szúró” repülőgép a futópályára zuhant, és ennek következtében a törzs és az abból származó üzemanyag hatalmas tűzgolyóvá vált, a nézők területére zuhant, és a tömegbe csúszott, egy hűtő pótkocsi közelében állt meg, amelyet jégkrém kiszállítására használtak a területen található különböző standokhoz. Ugyanakkor a szívet alkotó csoport egyik megrongálódott repülőgépe a sürgősségi orvosi evakuációs helikopternek, egy UH–60 Black Hawknak csapódott, megsebesítve a helikopter pilótáját, Kim Strader századost aki 20 nappal később, 1988. szeptember 17-én, szombaton, a texasi Brooke Army Medical Centerben halt meg a balesetben elszenvedett égési sérüléseinek következtében. A helikoptert eltaláló repülőgép pilótája katapultált, de életét vesztette, mert még az ejtőernyő kinyílása előtt a futópályára zuhant. A harmadik repülőgép darabjaira hullott az ütközés során, és a roncsok a kifutópálya mentén szétszóródtak. A szerencsétlenség után a csoport megmaradt tagjai a sembachi légi támaszponton szálltak le.

## Katasztrófaelhárítás
Az ütközés következtében elhunyt 31 ember közül 28 a törmelékek és a repülőgép alkatrészek, valamint a bázis jellegéből adódóan, kötelezően használt „NATO” pengésdrót és a földön lévő tárgyak miatt vesztette életét. Tizenhatan a katasztrófát követő napokban és hetekben haltak meg a súlyos égési sérülések miatt; az utolsó a megégett és megsérült helikopterpilóta volt. Körülbelül 500 ember szorult kórházi kezelésre az esemény után, és több mint 600 ember jelentkezett aznap délután a klinikán, hogy vért adjon a sebesülteknek.

## Kritika

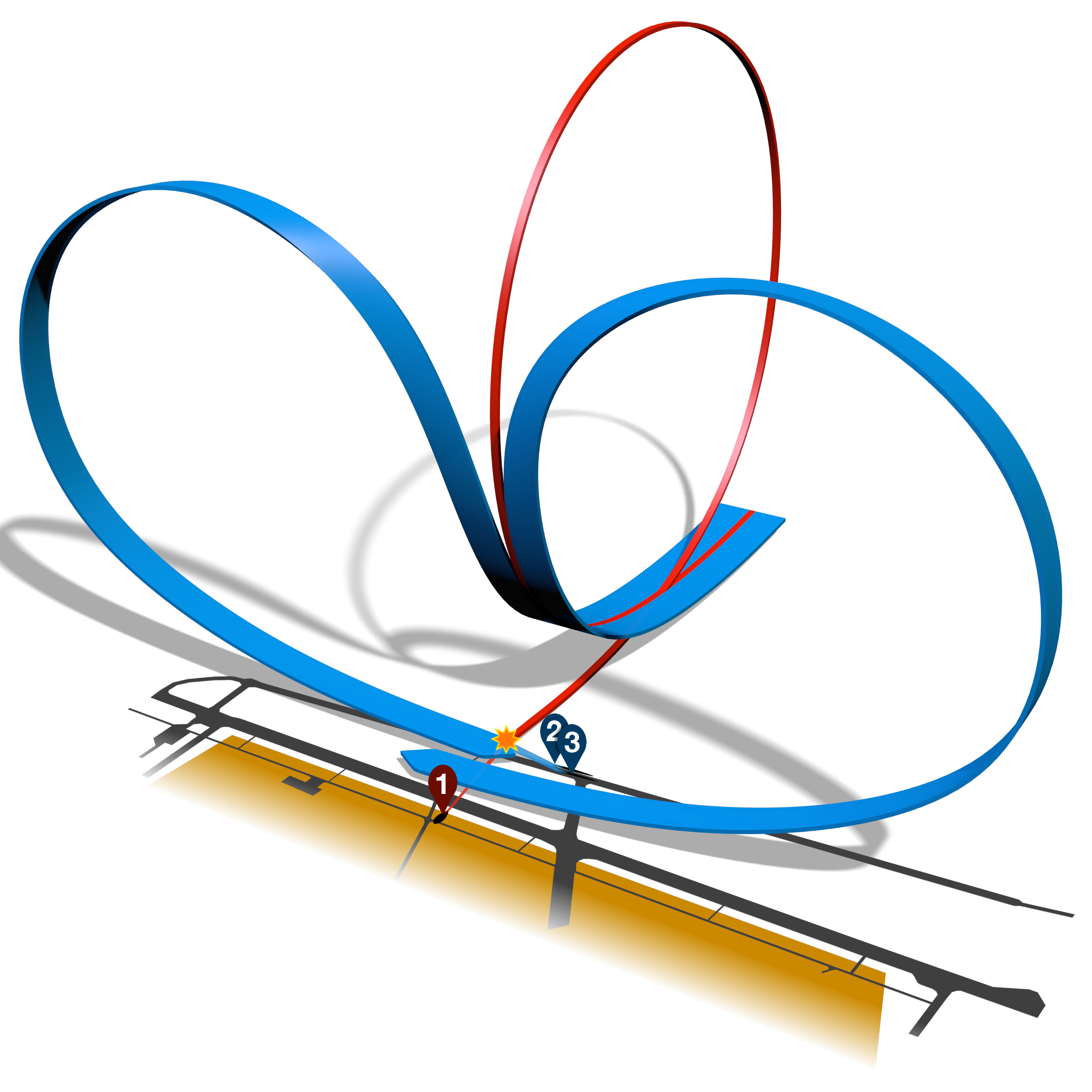
Az „átszúrt szív”-attrakció vázlata

A katasztrófa komoly hiányosságokat tárt fel a nagyszabású orvosi vészhelyzeteknek a német polgári és az amerikai katonai hatóságok általi kezelése terén. Az amerikai katonai személyzet nem engedte be azonnal a német mentőautókat a bázisra, és a mentési munkát nagyban akadályozta a hatékonyság és a koordináció hiánya. A kaiserslauterni mentési koordinációs központ egy órával azután sem tudott a katasztrófa nagyságáról, hogy több német mentő evakuációs helikopter és mentőautó már megérkezett a helyszínre, és a betegekkel együtt távozott. Az amerikai helikopterek és mentők biztosították a leggyorsabb és legnagyobb segítséget az égési sérültek evakuálására, de nem voltak képesek kezelni őket, vagy nehezen találtak rájuk a felfordulás miatt. További zavart okozott az is hogy az amerikai katonaság által alkalmazott és a német mentősök által használt intravénás katéterek eltérő szabványok szerint készültek.

## Műveletek
A közeli Southside Base kápolnában azonnal létrehoztak egy válságtanácsadó központot, amely egész héten nyitva maradt. Az alap mentálhigiénés szakemberek csoportos és egyéni tanácsadást nyújtottak az elkövetkező hetekben, és a tragédia után kettő majd hat hónappal a felépülés felmérése érdekében kikérdezték a sérülteket.
Már a kora reggeli órákban ezrek látogattak ki a Ramstein légi bázisra. A szerencsétlenség pillanatában a becslések szerint közel 350 000 ember tartózkodott a helyszínen.
- 15:40 Kezdetét veszi a Frecce Tricolori légi bemutatója.
- 15:44 A második figura – az „átszúrt szív” – alatt baleset történik, a kötelék 10 gépéből 3 a levegőben összeütközik, az egyik gép a nézők közé zuhan.
- 15:46 Elkezdődik a keletkezett tűz oltása.
- 15:48 Az első amerikai mentőjármű megérkezik a szerencsétlenség helyszínére.
- 15:51 Megérkezik az első amerikai mentőhelikopter.
- 15:52 Újabb amerikai mentőhelikopter érkezik.
- 15:54 Távozik az első mentőhelikopter. A tűzoltás befejeződött.
- 16:10 Mentőhelikopter érkezik Ludwigshafenből.
- 16:11 Mentőhelikopter érkezik Saarbrückenből.
- 16:13 10 amerikai és német mentőautó érkezik.
- 16:28 További 10-15 mentőautó érkezik. Már 8 mentőhelikopter (US, ADAC, SAR) tartózkodik a helyszínen.
- 16:33 Az első mentőhelikopter visszaérkezik a helyszínre.
- 16:35 A mentők egy helikopterről tájékoztatják az embereket.
- 16:40 Megérkezik az első szállítójármű a halottak elszállításához.
- 16:45 Újabb szállítójármű érkezik.
- 16:47 A kaiserslauterni mentőközpontnak ebben az időben nem volt információja a baleset mértékéről, amint az a rádióforgalomból kitűnik.
- 17:00 Időközben több sürgősségi orvos mentőhelikopterrel kiérkezik a baleset helyszínére.
- 18:05 A mentési műveletben részt vevő mentőhelikopter leszáll az landstuhli amerikai katonai kórházban.
- 18:20 A holttesteket két platós teherautóval elszállítják.
- 18:30 A sérült embereket szállító busz megérkezik a ludwigshafeni kórházba. Egy mentős ezt mondta: „5 súlyos égési sérült volt a buszban. Nem volt mentős, aki részt vett ezen a szállításon. Csak egy németül nem beszélő sofőr, aki nem ismerte a környéket, és nehezen találta a kórházat.”

## Vizsgálat

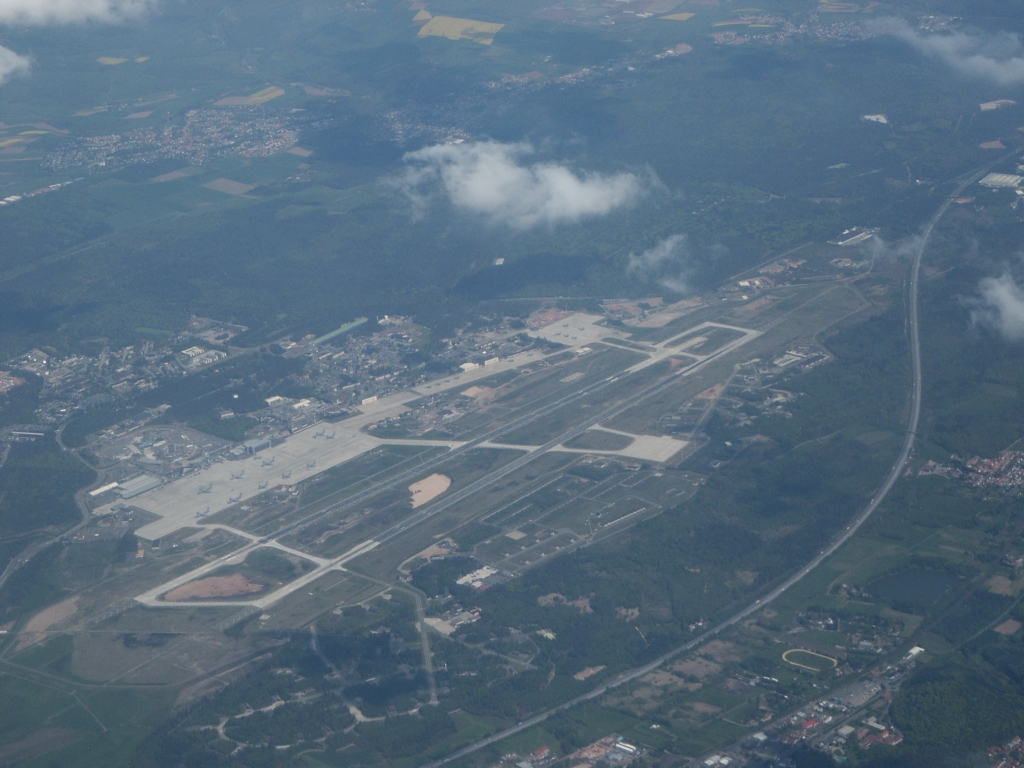
A Ramstein légi támaszpont a levegőből

A katasztrófáról többen készítettek videófelvételt, fényképeket. Ez utólag megkönnyítette a szerencsétlenség kivizsgálását. A szív formációt metsző, „Pony 10” hívójelű repülőgép túl gyorsan közeledett az oldalról érkező másik két alakzathoz (4 gép jobbról, 5 gép balról), ez a két csoport rajzolta a szívet az égre. A Pony 10 a szív alak egy nem megfelelő pontjára érkezett. Nutarelli alezredes, a Pony 10 pilótája már képtelen volt felhúzni a gépet vagy csökkenteni a sebességet, és összeütközött az oldalról érkező „Pony 1” hívójelű vezérgéppel, megsemmisítve annak hátsó részét. A nyolc másik gép ebben a pillanatban lett kész a szív felrajzolásával, ez látható a katasztrófáról készített különböző videófelvételeken is. Mario Naldini alezredes repülőgépe (Pony 1) irányítatlan spirális mozgásba kezdett, miközben összeütközött az alakzat egy másik repülőgépével, a Giorgio Alessio által vezetett „Pony 2”-vel,  majd a kifutópályára zuhant, és összeroncsolódott. Alessio gépe súlyosan megrongálódott, és tűzcsóvaként a pálya mellé zuhant, a pilóta pedig meghalt.
A Pony 10 gép pilótája, Naturelli az utolsó pillanatban próbálta elkerülni a katasztrófát a sebesség csökkentésével, a futómű kiengedésével, de ez a művelet nem járt bizonyítható eredménnyel, így a Pony 10 a földhöz csapódott, mielőtt elsodort egy parkoló fagylaltos trélert, és felrobbant, ezzel hatalmas tűzcsóvát okozva. Az egész incidens az első két repülőgép ütközésétől a nézők közé csapódásig kevesebb, mint 10 másodperc alatt alatt történt. Ennyi idő alatt a tömegben lévő emberek nem tudtak megfelelően reagálni az eseményekre. A manőver alacsony magassága (45 méter) szintén hozzájárult ehhez.
A vizsgálat megállapította, hogy a mentés megfelelő koordinálása, az előzetes felkészülés megakadályoztak volna a halálok közül néhányat. A német hatóságok közölték, hogy a jövőben elkerülnek hasonló kudarcokat, és rendszeres gyakorlatokat tartanak, amik olyan szimulált katasztrófákat mutatnak be, amikre minden vészhelyzeti szolgáltatásnak fel kell készülni.

## Következmények

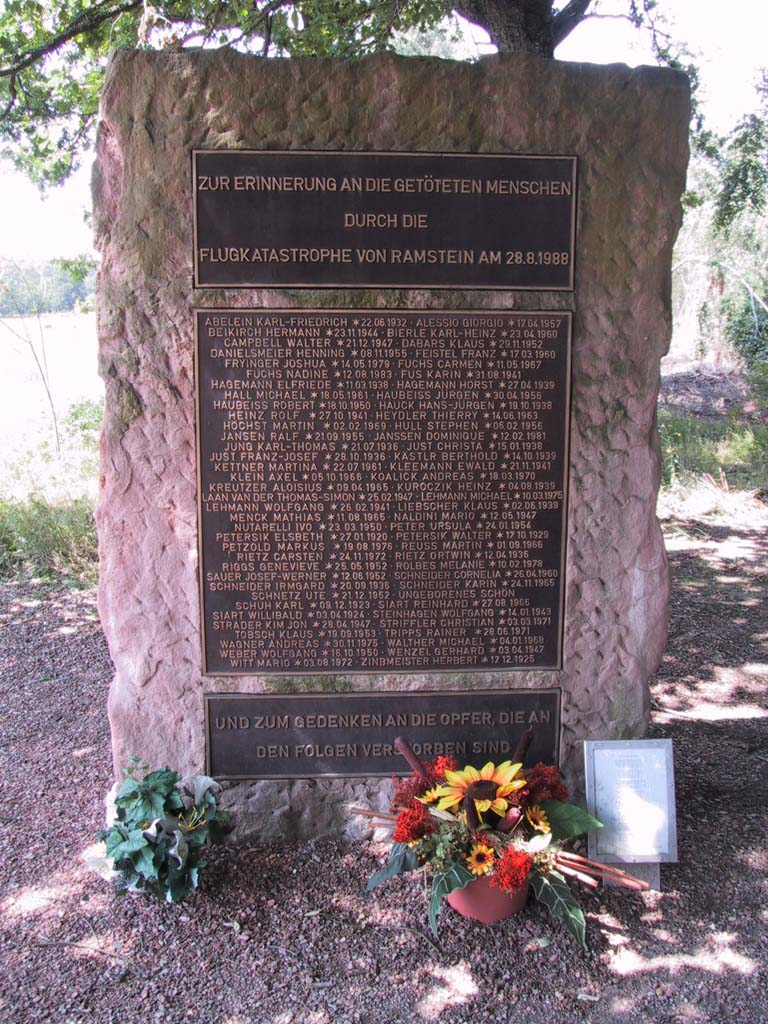
Az áldozatok nevei a katasztrófa emlékművén

A katasztrófa utáni zűrzavar és fejetlenség elkerülése több emberéletet megmenthetett volna. A szervezők és mentők nem voltak felkészülve egy hasonló eseményre, nem tudták ellátni a rengeteg sebesültet. A baleset változásokat hozott több területen is:
- A mentőket lélektanilag felkészítik egy tömegkatasztrófa kezelésére, szabvány műveleteket alkotnak egy esetleges mentés gyorsítására.
- Németországban ideiglenesen betiltják a repülőbemutatókat az új szabályok létrehozásáig.
- Minimális magasságot és távolságot szabnak a bemutató tere és a nézők között.
- A repülőgépek állapotát meghatározott időnként fel kell mérni.
- A közönség fölé beérő manővereket törlik.
- A bemutató manővereit egy illetékes hatóságnak jóvá kell hagynia.

A Ramstein légi bázis nem tartott újabb légi bemutatót az incidens óta.

## Utóélete
Az esemény ihlette a Rammstein német együttes nevét.

## Fordítás
- Ez a szócikk részben vagy egészben  a   Ramstein air show disaster című angol Wikipédia-szócikk ezen változatának fordításán alapul.  Az eredeti cikk szerkesztőit annak laptörténete sorolja fel. Ez a jelzés csupán a megfogalmazás eredetét és a szerzői jogokat jelzi, nem szolgál a cikkben szereplő információk forrásmegjelöléseként.